# بوب أندرسون (سياسي)
بوب أندرسون هو سياسي كندي، ولد في 5 مايو 1939.